# Séminaire protestant de Strasbourg
Ne doit pas être confondu avec Grand Séminaire de Strasbourg.
Le Séminaire protestant de Strasbourg est un ancien établissement de formation créé par le décret consulaire du 30 floréal an X (20 mai 1803) afin de former les ministres de la Confession d'Augsbourg. Né sous le nom d'« Académie des protestants de la confession d'Augsbourg », il change de dénomination en 1808. Il se saborde officiellement le 13 décembre 1873, bien qu'il ait perdu ses fonctions dès 1872 avec la promulgation de la nouvelle Université allemande (Reichsuniversität). Il occupait les locaux de l'actuel Stift, au 1a et 1b quai Saint-Thomas à Strasbourg. La désignation du lieu est demeurée jusqu'à nos jours. La Fondation Saint-Guillaume porte parfois encore ce nom.

## Histoire

### L'Académie protestante

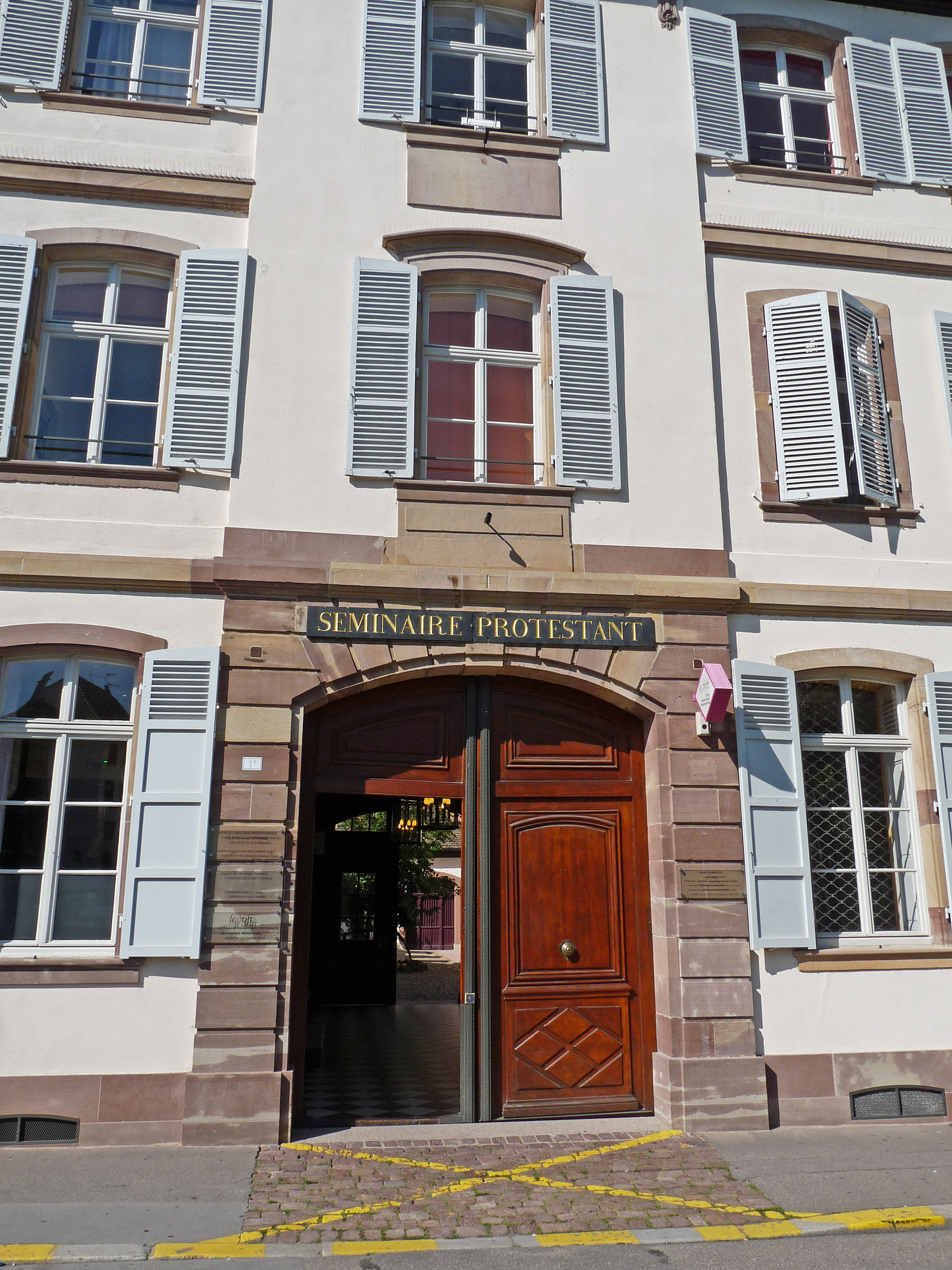
Ancienne entrée du Séminaire.

Le Séminaire protestant est l'héritier de la Faculté de théologie protestante de Strasbourg, qui avait cessé d'exister durant la Révolution et du Collège Saint-Guillaume (Collegium Wilhelmitanum) qui loge et forme les jeunes séminaristes depuis le XVIe siècle. La nouvelle Université impériale ne devant plus avoir le caractère profondément luthérien de l'ancienne Université, les anciens professeurs de la Faculté ont demandé la création d'un établissement à part dans lequel on pourrait enseigner la théologie. En outre, les professeurs craignent la centralisation de l'enseignement supérieur annoncée par Napoléon Bonaparte. Cette création est annoncée dès 1802 dans les Articles organiques sur le culte protestant, mais son statut est clairement précisé le 20 mai 1803 (30 floréal an XI) dans un décret consulaire :
- Article 1er : Il y aura un Strasbourg une des académies protestantes déterminées par l'art. 9 du titre I des articles organiques sur les cultes protestants de la confession d'Augsbourg.
- Article 2 : Les fondations de l'académie, le gymnase, les bourses, bibliothèque et bâtiments de l'ancienne académie, seront affectés à cette académie.
- Article 3 : Les charges dont cette fondation étaient grevées précédemment continueront à être acquittées.
- Article 4 : L'académie sera subordonnée au Directoire du consistoire général à Strasbourg.
- Article 5 : Les professeurs de l'académie seront réduits et fixés au nombre de dix, après les deux premières vacances.
- Article 6 : Le président du consistoire général est directeur né de l'académie, et participera, en cette qualité, aux revenus de la fondation de Saint-Thomas.
- Article 7 : Les professeurs de l'académie seront nommés par le premier consul, sur la présentation du Directoire du consistoire général, qui prendra l'avis de l'académie.
- Article 8 : L'académie pourra proposer au gouvernement des suppléants aux professeurs[1].

L'Académie protestante ouvre ses portes le 7 novembre 1803. Tous les professeurs encore vivants de l'ancienne Université deviennent professeurs de la nouvelle académie. Il y a douze chaires à la création de l'Académie protestante, mais il a été convenu qu'à la mort des anciens professeurs le nombre serait réduit comme convenu à dix. Trois seulement sont des théologiens ; il s'agit de Jean Laurent Blessig, Isaac Haffner et Georges-Frédéric Weber, le plus âgé des trois. Au fur et à mesure, les chaires de droit et de médecine (auxquelles étaient dédiées des écoles spécifiques) disparaissent au profit de la théologie. Toutefois, l'enseignement littéraire et des sciences humaines (comme l'histoire et la philosophie) se maintient. Ainsi, l'Académie se divise rapidement en deux sections, maintenues jusqu'en 1872 : la première est plutôt préparatoire et aide les futurs théologiens à obtenir une solide culture générale, la seconde lui succède et est exclusivement tournée vers la théologie.  
L'existence de l'Académie est cependant compromise en 1808 lorsque, par le décret du 17 mars, il est prévu de créer des Facultés de théologie au sein de l'Université impériale, comme dans les 32 académies impériales de France (bien que seules celles de Montauban et de Genève voient le jour en 1809). Pour éviter toute confusion avec l'académie impériale, l'académie protestante change de nom pour devenir le « Séminaire protestant ». Après la proclamation du décret, les réformés réclament tout d'abord l'ensemble de la future Faculté de théologie protestante, étant donné qu'ils ne disposent pas de séminaire. Les tensions entre les deux confession protestantes retardent considérablement l'avancée du projet. Lorsque finalement la nouvelle Faculté est créée en 1819, ce sont des professeurs du Séminaire qui viennent y enseigner, bien que par la suite les réformés obtiennent une chaire qui leur est propre.

### Un enseignement partagé entre le Séminaire et la Faculté
Le Séminaire et la Faculté se complètent mutuellement à partir de 1820, le caractère essentiel du Séminaire étant ecclésiastique. Cinq professeurs du Séminaire enseignent également à la Faculté. En outre, leurs auditeurs sont quasiment les mêmes dans les deux écoles, qui sont en fait logées dans le même établissement. La seule différence notable est que, du moins en théorie, les réformés ne peuvent accéder qu'à la Faculté, puisque la Faculté dépend uniquement de l'Académie, qui n'a pas de caractère confessionnel. Au Séminaire se rattachent le Gymnase et le pensionnat de Saint-Guillaume (la fondation Saint-Guillaume, futur Stift). Grâce à l'action conjointe des deux écoles, le champ d'enseignement peut progressivement s'étendre. Au cours obligatoires peuvent s'ajouter, à partir de 1820, des cours d'introduction aux livres bibliques, à l'histoire des dogmes, d'archéologie biblique, de droit ecclésiastique, de symbolique, d'encyclopédie, de méthodologie et d'apologétique. Dans les années 1830, une nouvelle génération de professeurs vient enseigner au Séminaire, dont le plus notable est Édouard Reuss.
Le Séminaire protestant subit plusieurs attaques ultramontaines dans les années 1840 concernant ses biens, les catholiques criant à l'injustice. Une vraie propagande commence dans les années 1840 et la guerre des brochures dure pendant plus d'une décennie. Le maire tente de se saisir des biens au nom de la ville, mais le Conseil de Préfecture refuse finalement de lui en donner l'autorisation en 1855. En 1851, l'orthodoxie luthérienne s'attaque elle aussi au Séminaire et tente de freiner l'enseignement au Séminaire, exercé en majorité par des professeurs protestants libéraux. Une enquête est lancée au nom du Ministre, qui rappelle au Séminaire qu'il a été institué « en vue, non pas de former des théologiens et des savants, mais bien de préparer les élèves à l'exercice des professions pastorales ». Le Consistoire rejette cette affirmation. Le débat dure jusqu'en 1854 et se termine par la victoire des professeurs du Séminaire. Néanmoins, cela provoque un durcissement des partisans du Réveil luthérien orthodoxe.
La qualité de l'enseignement s'accroit fortement durant la décennie précédent la guerre franco-prussienne de 1870. Le professeur le plus populaire du Séminaire à cette époque est probablement Timothée Colani. Le nombre d'auditeurs s'accroît fortement, les étudiants immatriculés passant de 75 au Séminaire et à la Faculté en 1860 à 103 au cours de l'hiver 1869-1870.

### La fin du Séminaire
Après l'annonce de l'annexion de l'Alsace au Reich allemand, plusieurs professeurs (comme Colani et Lichtenberger) décident de démissionner et de gagner la France. À peine le traité de Francfort est signé que le Reichtag demande la création d'une nouvelle Université allemande à Strasbourg, qui remplacerait les anciennes écoles françaises. Le 12 avril 1872, le président supérieur des provinces annexées adresse une lettre au Directoire du consistoire général qui déclare la suppression du Séminaire en tant qu'établissement d'instruction. Le 28 avril, l'empereur Guillaume Ier fonde officiellement la nouvelle Université, ce qui rend définitivement caduque la fonction éducative du Séminaire. 
À la suite de la disparition de la fonction principale du Séminaire, les professeurs décident de le fermer. Toutefois, cela nécessite de régler les questions relatives à la distribution des biens que possède le Séminaire. C'est le professeur Reuss qui se charge de rédiger le rapport. La fin des cours ne se fait pas sans heurts. Des professeurs comme Schmidt, Cunitz et Reussner ont formulé clairement leur avis :
« Les soussignés, considérant que le Séminaire protestant de Strasbourg a été jusqu'ici un établissement d'instruction ecclésiastique dépendant uniquement de l'autorité ecclésiastique, et qui, par conséquent, n'aurait pas dû être supprimé par le gouvernement sans entente préalable avec la dite autorité ecclésiastique, ont demandé 1° que le mémoire contint l'expression d'un regret de ce que la suppression du Séminaire en tant qu'établissement d'instruction ait eu lieu sans consultation du Consistoire supérieur de notre Église de la Confession d'Augsbourg, et 2° que rien n'y fût dit, qui pourrait impliquer de notre part l'approbation ou la justification de cette mesure. »
Finalement, le rapport Reuss est adopté en novembre 1873. Le Chapitre de Saint-Thomas succède au Séminaire dans l'administration des fondations protestantes de Strasbourg. lorsque s'ouvre la première session du Chapitre, constitué des anciens professeurs, le Séminaire protestant n'existe plus.

## Enseignants célèbres
- Jean Guillaume Baum (1809-1878)
- Jean Laurent Blessig (1747-1816)
- Théodore Braun (1805-1887)
- Jean-Frédéric Bruch (1792-1874)
- Timothée Colani (1824-1888)
- Édouard Cunitz (1812-1886)
- Jean-Georges Dahler (1760-1832)

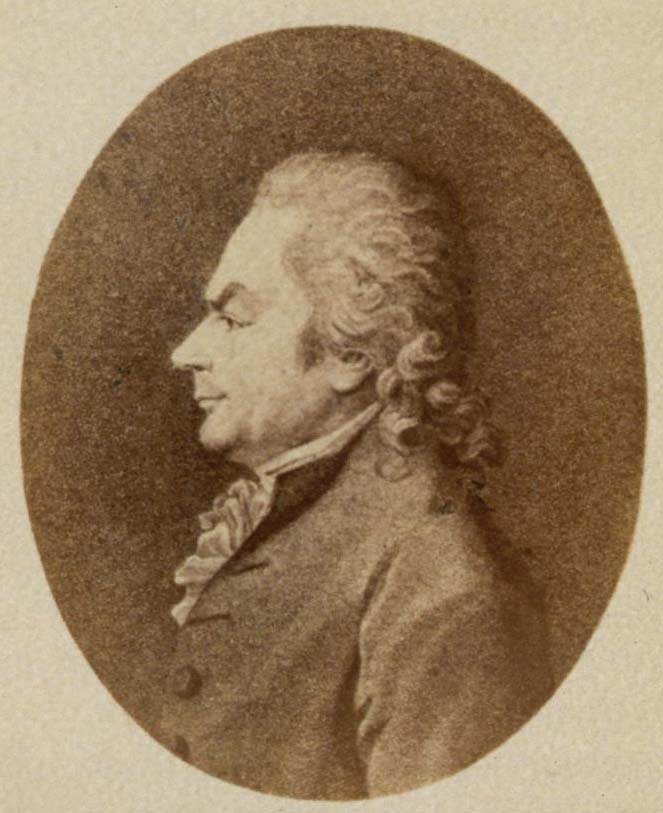
Jean Laurent Blessig.

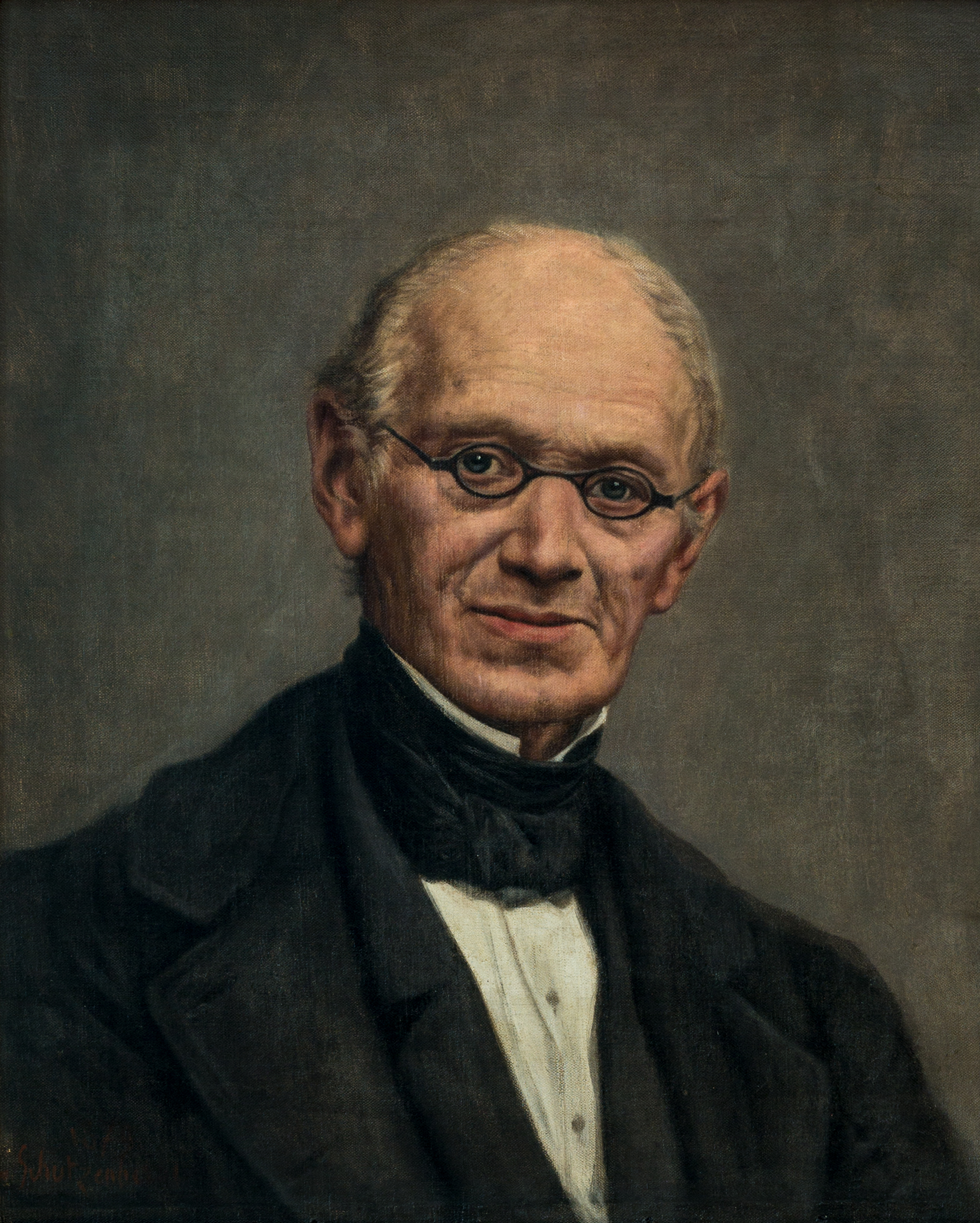
Édouard Reuss.

- Frédéric-Charles-Timothée Emmerich (1786-1820)
- Charles Théodore Gérold (1837-1928)
- Isaac Haffner (1751-1831)
- Jean-Louis-Alexandre Herrenschneider (1760-1843)
- André Jung (1793-1863)
- Christophe-Guillaume Koch (1737-1813)
- Thomas Lauth (1758-1826)
- Frédéric Lichtenberger (1832-1899)
- Jacques Matter (1791-1864)
- Jérémie-Jacques Oberlin (1735-1806)
- François Henri Redslob (1770-1834)
- Édouard Guillaume Eugène Reuss (1804-1891)
- Rodolphe Reuss (1841-1924)
- Charles Schmidt (1812-1895)
- Jean Schweighaeuser  (1742-1830)
- Jean Geoffroy Schweighaeuser (1776-1844)
- Joseph Willm (1790-1853)